# Dinard
Dinard ist eine französische Gemeinde im Département Ille-et-Vilaine in der Region Bretagne. Die Stadt liegt an der Mündung der Rance gegenüber von Saint-Malo und hat 9846 Einwohner (Stand 2014).

## Geschichte
Dinard wird oft Nizza des Nordens und Perle der Smaragdküste genannt. Es wurde im 19. Jahrhundert zum Badeort wohlhabender Engländer, was in Form zahlreicher Villen englischer Architektur mit Veranda und Schiebefenstern bis heute Spuren hinterlassen hat. In den 1880er Jahren war Dinard das erste Seebad Frankreichs.

### Bevölkerungsentwicklung

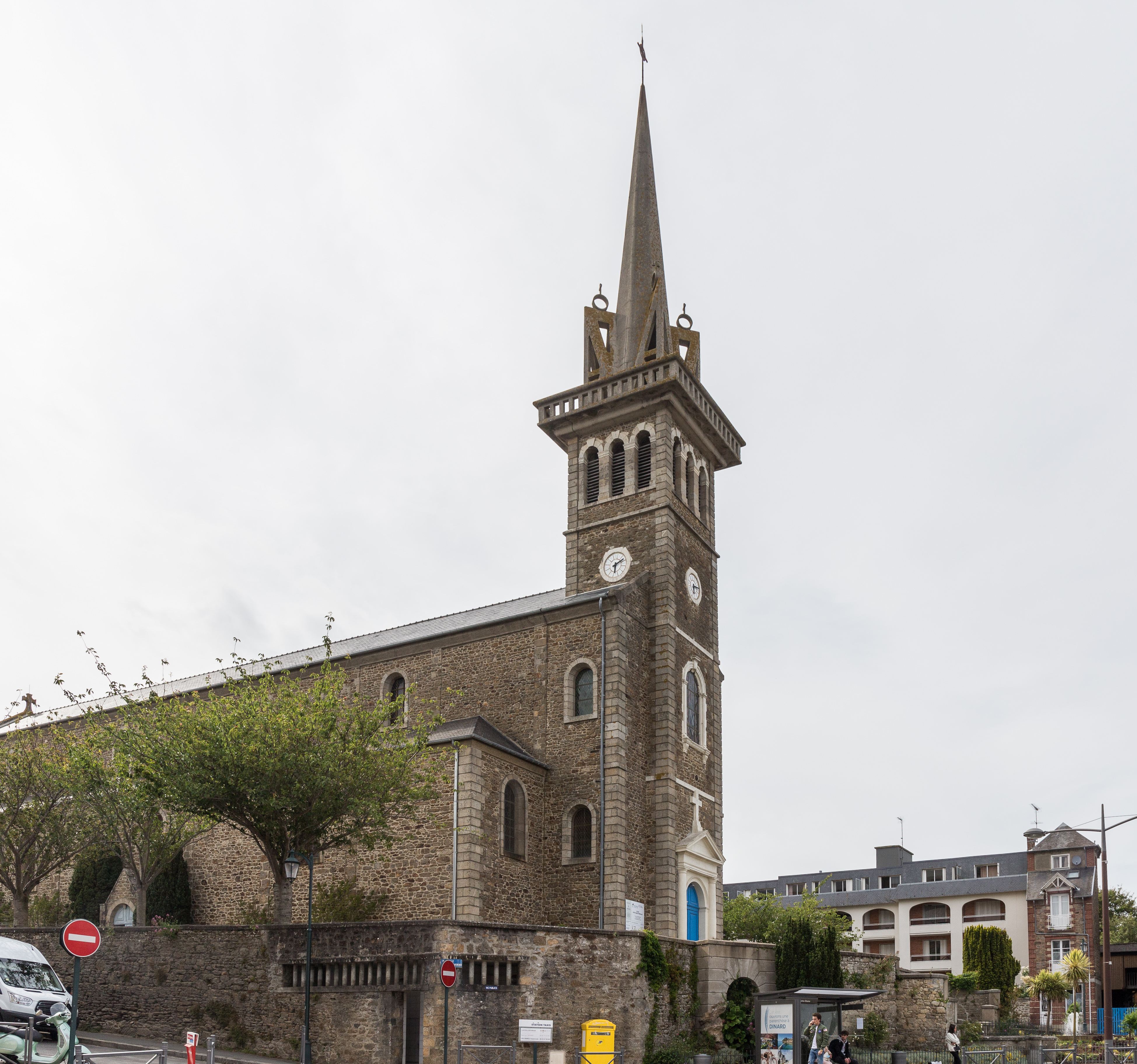
Kirche Notre-Dame

| Jahr                       | 1962 | 1968 | 1975 | 1982 | 1990 | 1999   | 2006   | 2017   |
| Einwohner                  | 9270 | 9052 | 9234 | 9590 | 9918 | 10.430 | 10.644 | 10.027 |
| Quellen: Cassini und INSEE |      |      |      |      |      |        |        |        |

## Wirtschaft
Der Hauptwirtschaftszweig der Stadt ist immer noch der Tourismus. Es gibt vier Strände: der sehr breite Hauptstrand Plage de l’Écluse im Stadtzentrum, Plage de Saint-Enogat, der von prachtvollen Villen gesäumt wird, Plage du Prieuré mit Blick auf die Altstadt von Saint-Malo und Plage du Port-Blanc mit Wassersportzentrum.

## Städtepartnerschaften
Es bestehen Städtepartnerschaften mit Starnberg in Deutschland und Newquay in England. Ferner ist Dinard Gründungsmitglied des Bundes der europäischen Napoleonstädte.

## Verkehr
Es besteht eine Fährverbindung zum gegenüber liegenden Saint-Malo. Dort hält auch ein TGV, der eine Verbindung mit Paris ermöglicht.
Fünf Kilometer südwestlich des Stadtzentrums befindet sich der Regionalflughafen Aéroport Dinard Bretagne.

## Sehenswürdigkeiten
Die Goule ès Fées ist eine Höhle bei Dinard.

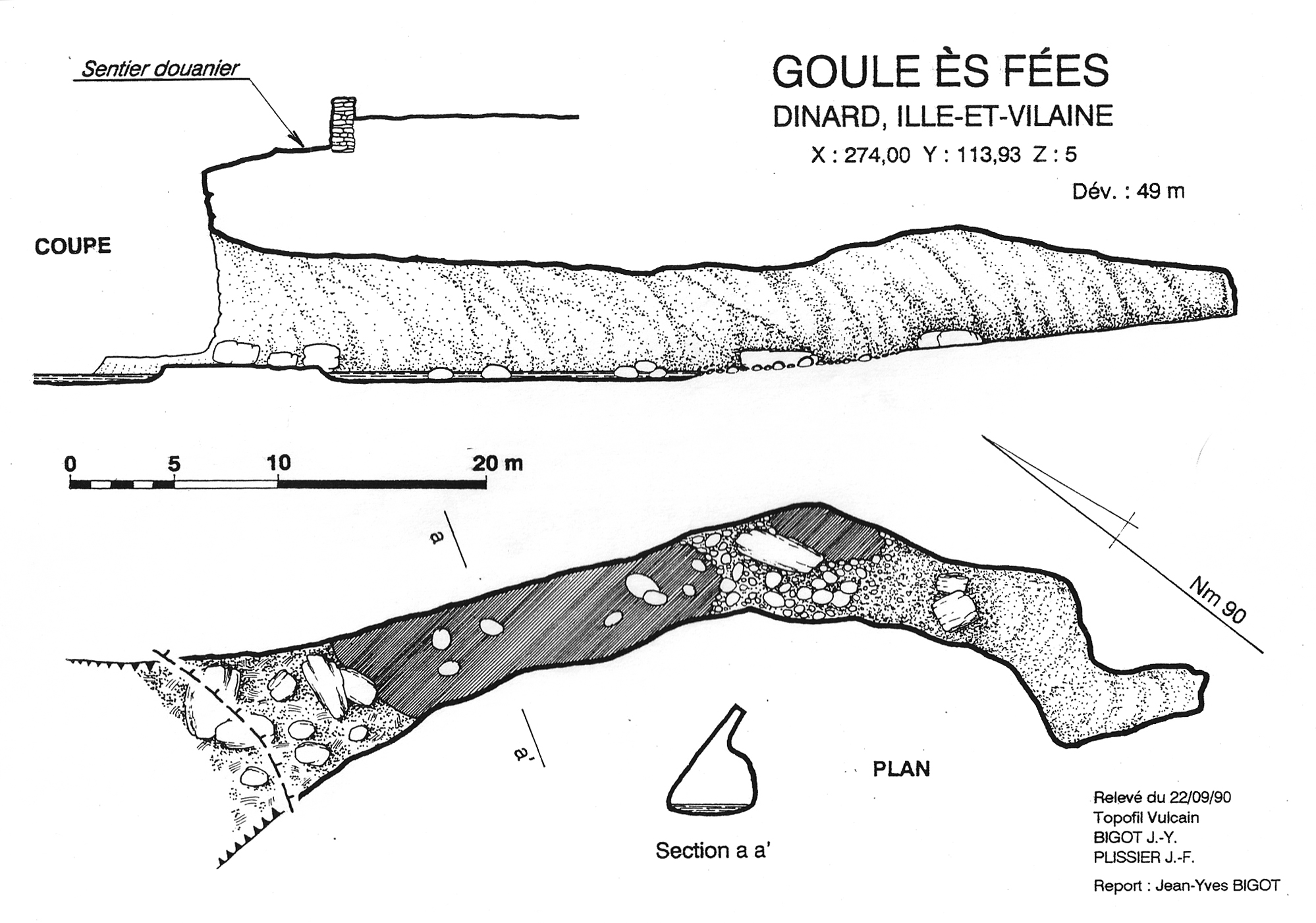
Goule es Fees

## Persönlichkeiten
- Jacques Scandelari (1943–1999), Regisseur, Drehbuchautor und Filmproduzent